# Будингер, Хуго
Хуго Эрнст Будингер (нем. Hugo Ernst Budinger, 10 июня 1927, Дюссельдорф, Германия — 7 октября 2017, Кёльн, Германия) — немецкий хоккеист (хоккей на траве), нападающий. Бронзовый призёр летних Олимпийских игр 1956 года.

## Биография
Хуго Будингер родился 10 июня 1927 года в немецком городе Дюссельдорф.
В юности был артистом кабаре, гитаристом, издателем. Затем окончил ремесленное училище по специальности токаря и Немецкий спортивный университет Кёльна по специальности учителя физкультуры.
Играл в хоккей на траве за «Рот-Вайсс» из Кёльна.
В 1952 году вошёл в состав сборной ФРГ по хоккею на траве на Олимпийских играх в Хельсинки, занявшей 5-е место. Играл на позиции нападающего, провёл 5 матчей, забил (по имеющимся данным) 9 мячей (пять в ворота сборной Польши, четыре — Финляндии). Вместе с индийцем Балбиром Сингхом стал лучшим снайпером турнира.
В Хельсинки Будингер мог выступить не с хоккейной, а с футбольной сборной ФРГ: его хотел взять её тренер Зепп Хербергер.
В 1956 году вошёл в состав сборной ОГК по хоккею на траве на Олимпийских играх в Мельбурне и завоевал бронзовую медаль. Играл на позиции нападающего, провёл 5 матчей, забил 2 мяча (по одному в ворота сборных Новой Зеландии и Великобритании). Был капитаном, тренером и менеджером команды.
В 1960 году вошёл в состав сборной ОГК по хоккею на траве на Олимпийских играх в Риме, занявшей 7-е место. Играл на позиции нападающего, провёл 5 матчей, забил 2 мяча в ворота сборной Италии.
В 1951—1961 годах провёл 58 матчей за сборную ФРГ. В 1954 году выиграл в её составе неофициальный чемпионат Европы.
Был новатором в немецком хоккее, перенимая опыт Пакистана и Индии, а также опыт футбола.
21 января 1957 года за завоевание бронзы на летних Олимпийских играх в Мельбурне удостоен высшей спортивной награды ФРГ — «Серебряного лаврового листа».
В 1961—1969 годах после окончания игровой карьеры был спортивным директором Федерации хоккея ФРГ. Был одним из инициаторов создания хоккейной Бундеслиги, пропагандировал укладку синтетических полей, массовый и школьный хоккей в ФРГ.
Тренировал сборную ФРГ по хоккею на траве. Под его руководством команда в 1968 году заняла 4-е место на летних Олимпийских играх в Мехико (под маркой сборной ОГК), а в 1973 году завоевала бронзовую медаль на чемпионате мира в Нидерландах.
Параллельно занимался спортивной наукой. Читал лекции в Немецком спортивном университете Кёльна, где в 1979 году получил докторскую степень, защитив диссертацию по теме «Физические нагрузки в хоккее и улучшение выносливости с помощью контролируемых тренировочных занятий». В 1991 году стал почётным профессором.
В 1974 стал соучредителем тренерской академии в Кёльне, которой руководил до выхода на пенсию в 1993 году.
До 1993 года входил в Олимпийский комитет Германии, а затем вошёл в его совет старейшин.
В 1990-е годы также был членом Немецкой ассоциации гольфа, был консультантом по вопросам подготовки тренеров для работы с молодыми спортсменами.
Умер 7 октября 2017 года в Кёльне.

## Память
В 2011 году введён в Зал славы немецкого спорта.